# خروستالوو
خروستالوو (به لاتین: Khrustalevo) یک منطقهٔ مسکونی در روسیه است که در باشقیرستان واقع شده‌است.